# 中山区 (台北市)

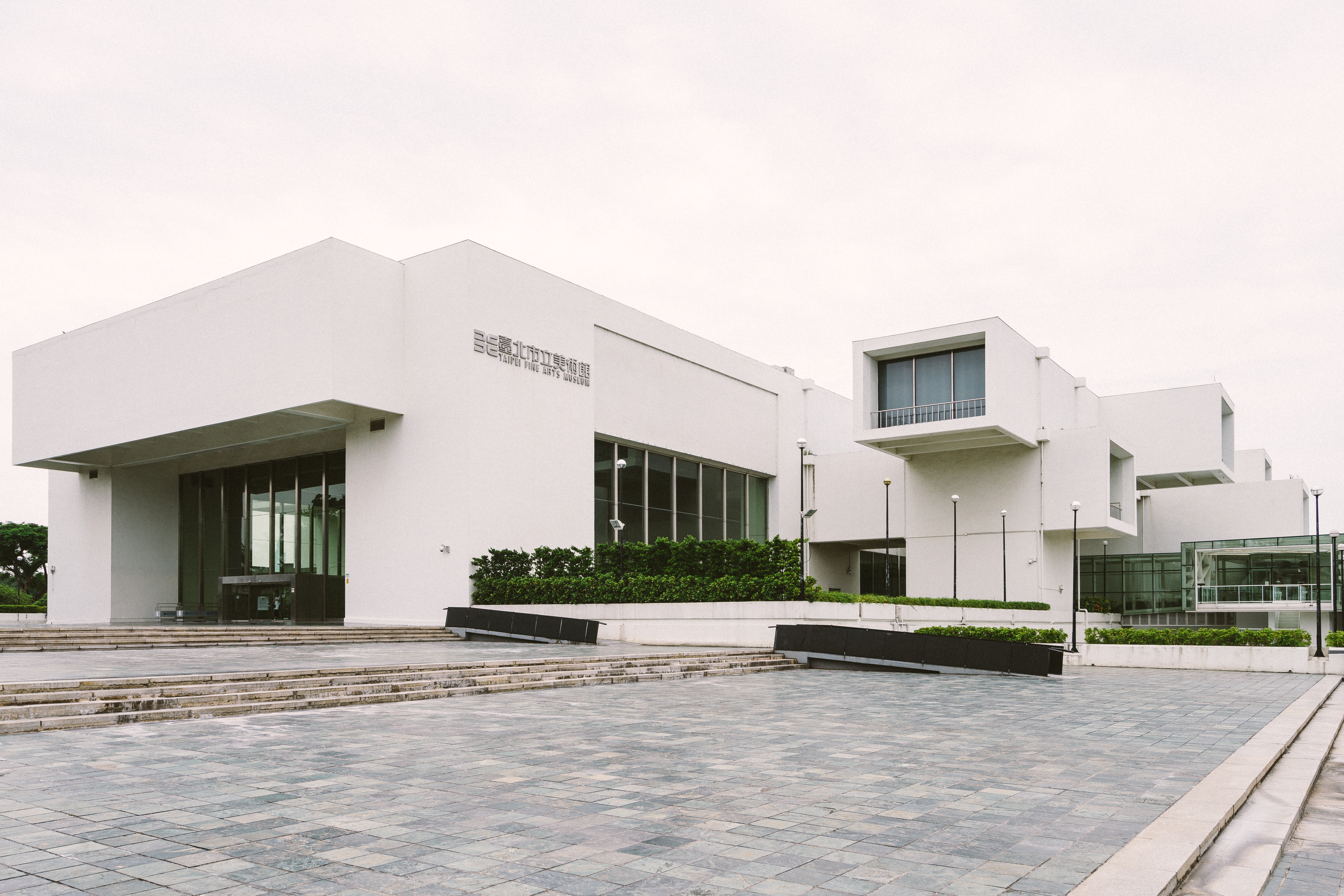
台北市立美術館

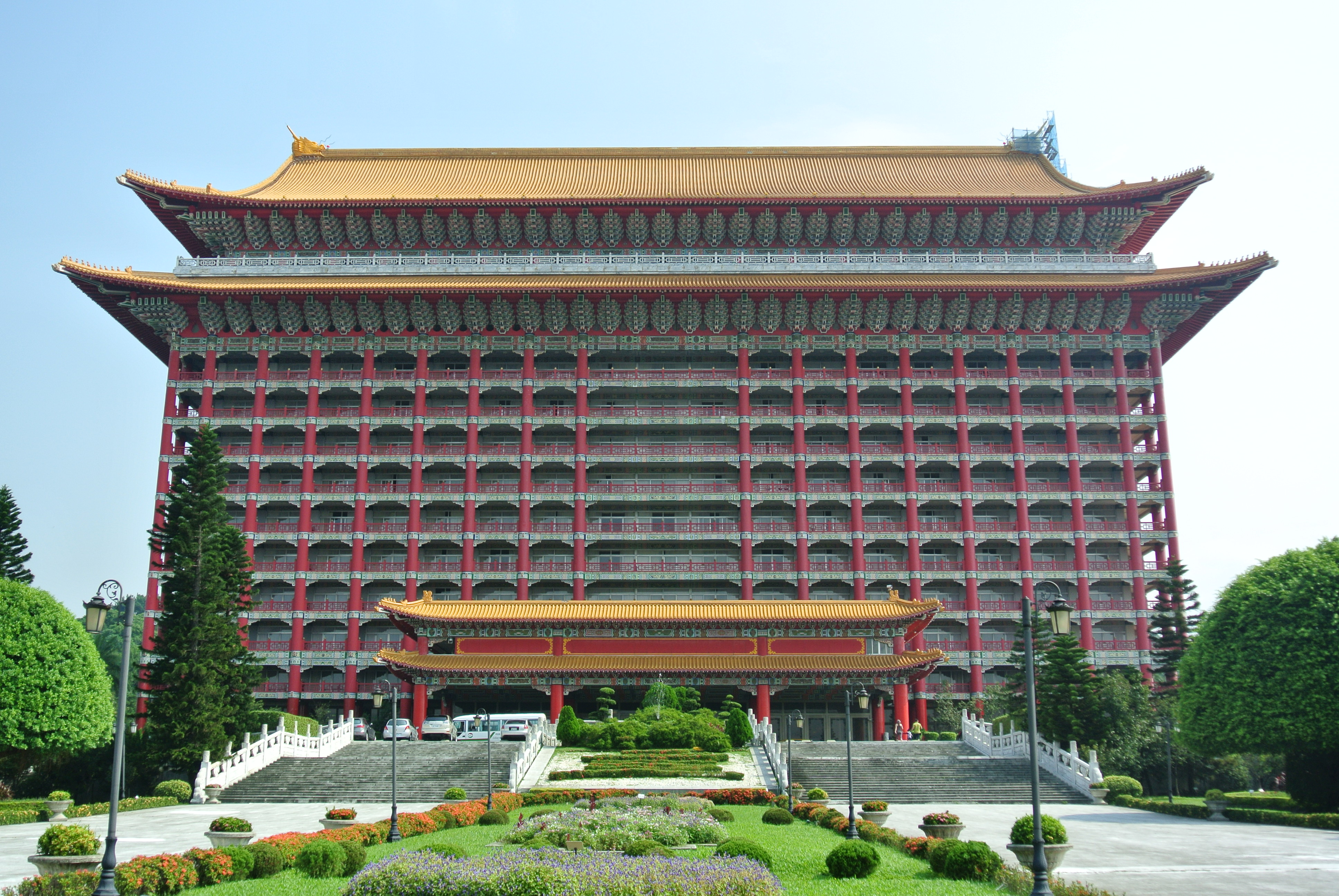
円山大飯店

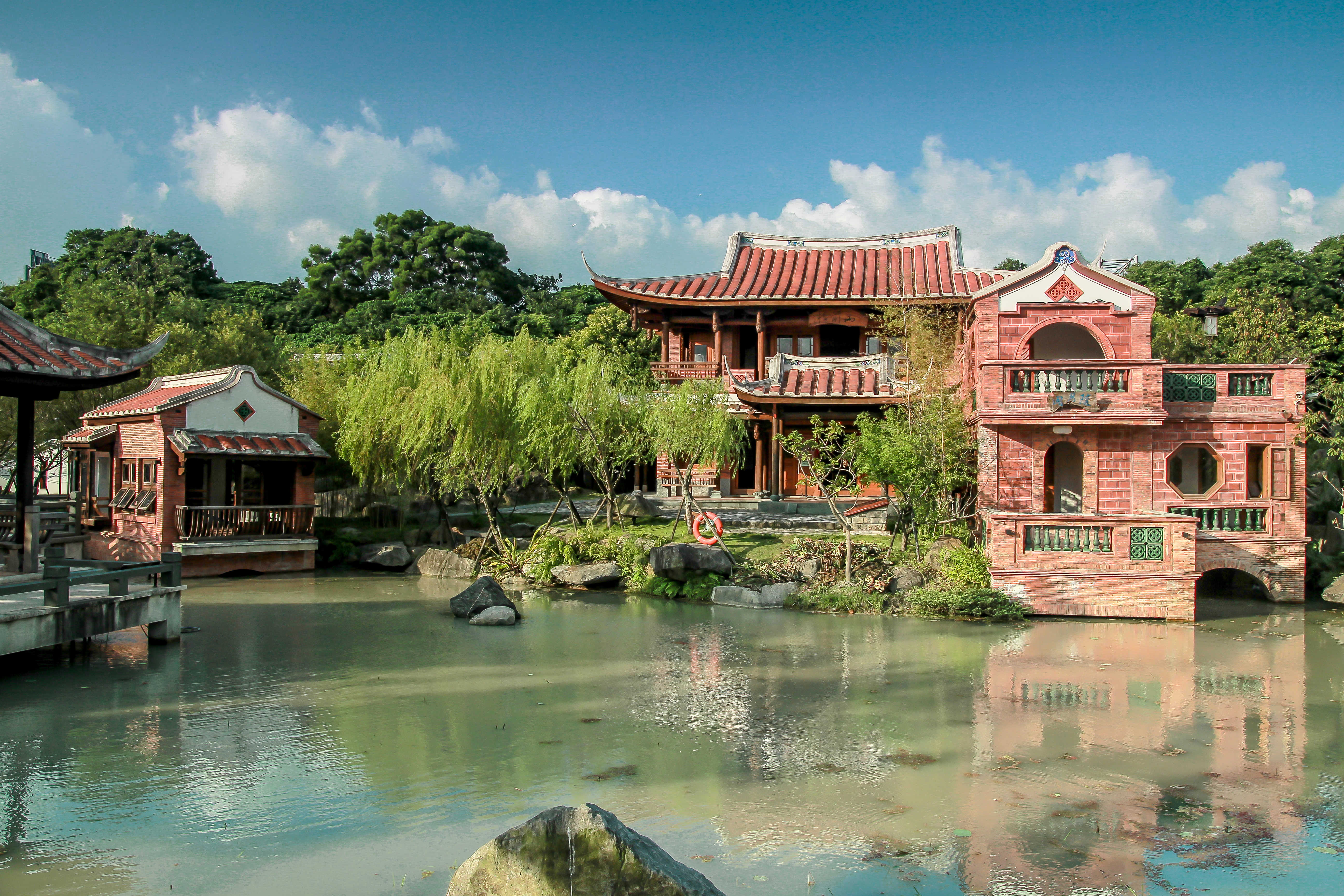
林安泰古厝民俗文物館の映月大池

中山区（ジョンシャン/なかやま-く）は、台北市の市轄区。

## 歴史
中山区は清初の乾隆年間、僅かに上埤頭庄、下埤頭庄、周厝崙庄、新庄仔等の村落が位置する農村であった。日本による統治が開始されると、この地区に円山町、宮前町、三橋町、大正町、御成町、大宮町、上埤頭、下埤頭、朱厝崙、西新庄子、中庄子、大直などが設けられ開発が進み、日本統治末期には合併し大正区、御成区、中園区、宮前区、大宮区、下埤頭区の6区会が設置された。
「中山区」の名称は中山北路一段の駅付近に位置した日本統治時代の最高級旅館である「梅屋敷」と関連している。孫文が台湾を訪問した際に「梅屋敷」で休憩し、戦後は「国父史蹟紀念館」と改称され孫文の功績を記念した文物を陳列した事に由来している。日本統治時代の6区を合併した際に「中山区」と改称された。

## 下部行政区域
2008年時点で、区は42の里で構成されている。
| 地区   | 里                                                             | 地図 |
| ------ | -------------------------------------------------------------- | --- |
| 大直   | 大直里、北安里、金泰里、永安里、成功里、剣潭里                 | 中山区内の細分区の位置図： 大直（上）、円山（左中）、新庄（中）、下埤頭（右中）、林森（左下）、長春（右下の上）、朱厝崙（右下の下） |
| 円山   | 恒安里、晴光里、聚盛里、集英里、円山里、聚葉里                 | 中山区内の細分区の位置図： 大直（上）、円山（左中）、新庄（中）、下埤頭（右中）、林森（左下）、長春（右下の上）、朱厝崙（右下の下） |
| 新庄   | 中庄里、新庄里、新福里、新生里、新喜里                         | 中山区内の細分区の位置図： 大直（上）、円山（左中）、新庄（中）、下埤頭（右中）、林森（左下）、長春（右下の上）、朱厝崙（右下の下） |
| 下埤頭 | 大佳里、江山里、行仁里、行政里、下埤里、江寧里、行孝里、松江里 | 中山区内の細分区の位置図： 大直（上）、円山（左中）、新庄（中）、下埤頭（右中）、林森（左下）、長春（右下の上）、朱厝崙（右下の下） |
| 林森   | 中山里、正義里、民安里、正守里、正得里、康楽里                 | 中山区内の細分区の位置図： 大直（上）、円山（左中）、新庄（中）、下埤頭（右中）、林森（左下）、長春（右下の上）、朱厝崙（右下の下） |
| 長春   | 中央里、中原里、復華里、中吉里、朱馥里、龍洲里                 | 中山区内の細分区の位置図： 大直（上）、円山（左中）、新庄（中）、下埤頭（右中）、林森（左下）、長春（右下の上）、朱厝崙（右下の下） |
| 朱厝崙 | 力行里、朱園里、興亜里、朱崙里、埤頭里                         | 中山区内の細分区の位置図： 大直（上）、円山（左中）、新庄（中）、下埤頭（右中）、林森（左下）、長春（右下の上）、朱厝崙（右下の下） |

## 交通
| 種類     | 線名          | 駅またはIC等施設名称                  |
| -------- | ------------- | ------------------------------------- |
| 台北捷運 | 淡水線        | 円山駅 民権西路駅 双連駅 中山駅       |
| 台北捷運 | 新荘線        | 中山国小駅 行天宮駅 松江南京駅        |
| 台北捷運 | 松山線        | 南京復興駅 松江南京駅 中山駅          |
| 台北捷運 | 内湖線 文山線 | 剣南路駅 大直駅 中山国中駅 南京復興駅 |

## 教育

### 大学
- 国立台北大学
- 実践大学
- 大同大学

### 高級専業学校
- 稲江高級護理家事職業学校

### 高級中学
- 台北市立大同高級中学
- 台北市立大直高級中学
- 台北市立中山女子高級中学
- 台北市立大同高級中学

### 国民中学
- 台北市立長安国民中学
- 台北市立北安国民中学
- 台北市立新興国民中学
- 台北市立五常国民中学
- 台北市立浜江国民中学
- 台北市立北安国民中学
- 台北市立大直高級中学附属国民中学部
- 台北市立大同高級中学附属国民中学部

### 国民小学
| - 台北市立中山国民小学 - 台北市立中正国民小学 - 台北市立長安国民小学 - 台北市立長春国民小学 | - 台北市立大直国民小学 - 台北市立大佳国民小学 - 台北市立五常国民小学 - 台北市立吉林国民小学 | - 台北市立永安国民小学 - 台北市立懐生国民小学 - 台北市立浜江国民小学 |

### 幼稚園
| - 台北市立長春国民小学附属幼稚園 - 台北市立懐生国民小学附属幼稚園 - 台北市立永安国民小学附属幼稚園 - 台北市立大直国民小学附属幼稚園 - 台北市立長安国民小学附属幼稚園 - 台北市立吉林国民小学附属幼稚園 - 台北市立中正国民小学附属幼稚園 - 台北市立大佳国民小学附属幼稚園 - 台北市立中山国民小学附属幼稚園 - 浜江国小附幼 | - 新自立幼稚園 - 光幼稚園 - 新生幼稚園 - 松江幼稚園 - 長春幼稚園 - 志文幼稚園 - 育航幼稚園 - 聖光幼稚園 - 実践大学附属幼稚園 - 柏齡幼稚園 | - 立興幼稚園 - 甜甜幼稚園 - 五常幼稚園 - 牛頓幼稚園 - 道明幼稚園 - 愛比園幼稚園 |

## 観光

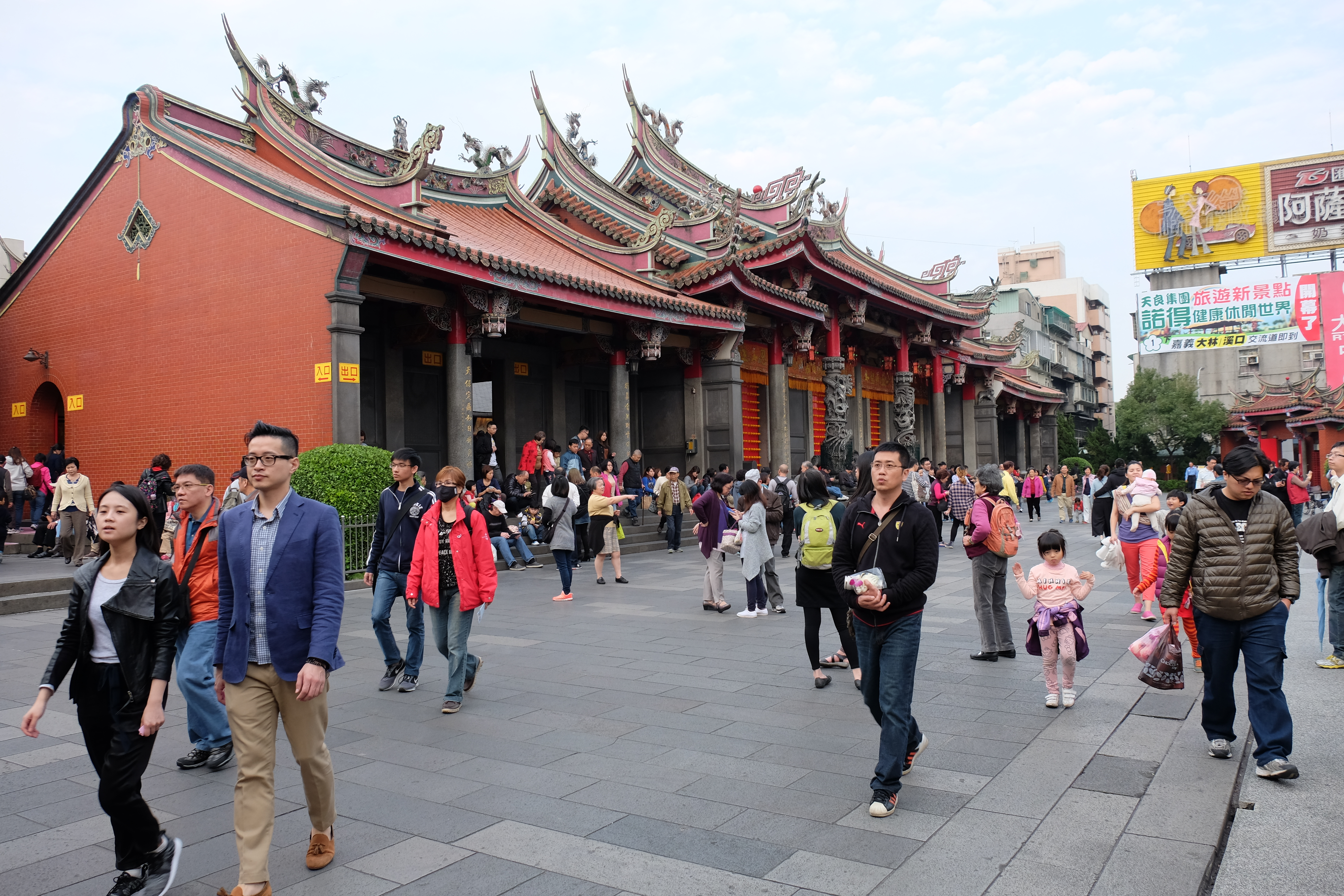
行天宮

- 中山駅 (台北市)
- 行天宮
- 円山遺跡
- 円山公園
- 臨済護国禅寺
- 逸仙公園（梅屋敷）
- 林森公園
- 台北市立美術館（中国語版）
- 台北之家
- 台北故事館
- 雙城街夜市